# Њихови дани
Њихови дани је први и једини студијски албум Боре Ђорђевића. Иако су албум снимили чланови Рибље чорбе, Ђорђевић је одлучио да албум изда у своје име, јер албум критикује режим бившег председника СР Југославије Слободана Милошевића и његову супругу Мирјане Марковић. Албум је објављен у Републици Српској преко СИМ радија Бијељина, како би се избегла политичка цензура у СРЈ.
А страна албума носи назив Његови дани, а страна Б Њени дани, која се односи на Мирјану Марковић. На омоту албума, који су дизајнирали Југослав Влаховић и Бобан Ристић, налазе се силуете Милошевића и Марковића.
Албум су продуцирали Бора Ђорђевић, Миша Алексић, Милан Поповић и Влада Барјактаревић.

## Списак песама

### Музичари на албуму
- Бора Ђорђевић — вокал, продукција
- Видоја Божиновић — гитара
- Миша Алексић — бас гитара, продукција
- Вицко Милатовић — бубњеви, позадински вокали
- Марија Михајловић — позадински вокали
- Милан Поповић — позадински вокали, продукција
- Минђушари — позадински вокали
- Дуђан Сувајац — хармоника
- Бранко Марковић — контрабас (на песми Децу ти нећу опростити)
- Веселин Малданер — сниматељ[1]